# Société guinéenne des pétroles
Pour les articles homonymes, voir SGP.
La Société guinéenne des pétroles est une société à participation publique (7%) pour l'État Guinéen, détenue majoritairement par les multinationales TotalEnergies, ViVO. Ses installations servent au dépotage d'énergie pétrolière avant distribution.

## Histoire
La société Guinéenne des pétroles a été créée 1990 en tant que dépôt de carburant de taille modeste pour servir la ville de Conakry. La question de délocalisation a été soulevée dès les années 2000.
En 2017, une explosion est survenue dans la nuit du jeudi 9 au vendredi 10 novembre dans le dépôt clandestin au central des hydrocarbures de la société Russal provoqué par trois voleurs qui sont morts calcinés, 12 blessés et des dégâts importants sur les installations,,.
Dans la nuit de dimanche au lundi 18 décembre 2023, une explosion brusque et violente est survenue au sein de la société, ainsi provoquant, la perte de treize cuves contenant 65 mille tonnes métriques de gazole, 29 mille tonnes métriques d'essence, 4 mille tonnes métriques de HFO, des destructions de bien matériels et des perte en vies humaines,,.